# Giovanni Federico
Giovanni Federico (Hagen, Alemania, 4 de octubre de 1980) es un exfutbolista alemán, de ascendencia italiana. Juega de volante y su actual equipo es el Karlsruher SC de la Bundesliga de Alemania.

## Clubes
| Club                | País     | Año         |
| ------------------- | -------- | ----------- |
| FC Colonia          | Alemania | 2000 - 2005 |
| Karlsruher SC       | Alemania | 2005 - 2007 |
| Borussia Dortmund   | Alemania | 2007 - 2009 |
| Karlsruher SC       | Alemania | 2009        |
| Arminia Bielefeld   | Alemania | 2009 - 2010 |
| VfL Bochum          | Alemania | 2010 - 2012 |
| FC Viktoria Colonia | Alemania | 2012 -      |

- Datos: Q1526089
- Multimedia: Giovanni Federico / Q1526089